# Mundial de Tenis Feminino da Riviera
Il Mundial de Tenis Feminino da Riviera è un torneo professionistico di tennis giocato su campi in cemento. Fa parte dell'ITF Women's Circuit. Si gioca annualmente a Bertioga in Brasile.

## Albo d'oro

### Singolare
| Anno | Campionessa    | Finalista    | Punteggio     |
| ---- | -------------- | ------------ | ------------- |
| 2013 | Ulrikke Eikeri | Cindy Burger | 6–4, 2–6, 6–4 |

### Doppio
| Anno | Campionesse                            | Finaliste                           | Punteggio        |
| ---- | -------------------------------------- | ----------------------------------- | ---------------- |
| 2013 | Paula Cristina Gonçalves Laura Pigossi | Verónica Cepede Royg María Irigoyen | 2–6, 6–4, [10–7] |